# 本末制度
本末制度（ほんまつせいど）是江戶時代江戶幕府為統制佛教教團而設置的制度。

## 概要
1601年（慶長6年）以降，透過寺院諸法度，制定各宗派寺院的本山・末寺關係，統制各宗派。將無本寺的寺院置於特定的宗派之下，固定化寺院相互的本末關係。原則上是一宗派一本山，在大本山、中本山、小本寺或上寺等管理寺院之下，管理直末寺、孫末寺、曾孫末寺等寺院，編成金字塔形的制度。
1631年（寛永8年），禁止新寺的創建，翌年以降，各本山有提出「末寺帳」的義務。因此，各地方的古刹因幕府之命，在形式上編入特定的宗派。幕府透過各宗派設置在江戶的「觸頭」，向宗派的末寺傳達自身的意向。

## 脚注
1. ↑  本末制度

## 關連項目
- 單立寺院